# Los Angeles Film Critics Association Awards 1995
La 21ª edizione dei Los Angeles Film Critics Association Awards si è tenuta il 15 gennaio 1996, per onorare il lavoro nel mondo del cinema per l'anno 1995.

## Premi
Miglior film
- Via da Las Vegas (Leaving Las Vegas), regia di Mike Figgis
  - 2º classificato: La piccola principessa (A Little Princess), regia di Alfonso Cuarón

Miglior attore
- Nicolas Cage - Via da Las Vegas (Leaving Las Vegas)
  - 2º classificato: Anthony Hopkins - Gli intrighi del potere - Nixon (Nixon)

Miglior attrice
- Elisabeth Shue - Via da Las Vegas (Leaving Las Vegas)
  - 2º classificato: Jennifer Jason Leigh - Georgia

Miglior regista
- Mike Figgis - Via da Las Vegas (Leaving Las Vegas)
  - 2º classificato: Ang Lee - Ragione e sentimento (Sense and Sensibility)

Miglior attore non protagonista
- Don Cheadle - Il diavolo in blu (Devil in a Blue Dress)
  - 2º classificato: Kevin Spacey - Virus letale (Outbreak), Seven, Il prezzo di Hollywood (Swimming with Sharks) e I soliti sospetti (The Usual Suspects)

Miglior attrice non protagonista
- Joan Allen - Gli intrighi del potere - Nixon (Nixon)
  - 2º classificato: Mira Sorvino - La dea dell'amore (Mighty Aphrodite)

Miglior sceneggiatura
- Emma Thompson - Ragione e sentimento (Sense and Sensibility)
  - 2º classificato: Mike Figgis - Via da Las Vegas (Leaving Las Vegas)

Miglior fotografia
- Lu Yue - Shanghai Triad - La triade di Shanghai (搖啊搖，搖到外婆橋)
  - 2º classificato: Darius Khondji - Seven

Miglior scenografia
- Bo Welch - La piccola principessa (A Little Princess)
  - 2º classificato: Gary Frutkoff - Il diavolo in blu (Devil in a Blue Dress)

Miglior colonna sonora
- Patrick Doyle - La piccola principessa (A Little Princess)
  - 2º classificato: Howard Shore - Seven

Miglior film in lingua straniera
- L'età acerba (Les roseaux sauvages), regia di André Téchiné  ·  Francia
  - 2º classificato: Il postino, regia di Michael Radford e Massimo Troisi ·  Francia/ Italia/ Belgio

Miglior film d'animazione
- Toy Story - Il mondo dei giocattoli (Toy Story), regia di John Lasseter

Miglior documentario
- Crumb, regia di Terry Zwigoff
  - 2º classificato: Theremin: An Electronic Odyssey, regia di Steven M. Martin

Miglior film sperimentale/indipendente
- Mark Rappaport - From the Journals of Jean Seberg

New Generation Award
- Alfonso Cuarón  - La piccola principessa (A Little Princess)

Career Achievement Award
- André de Toth